# Constantia Teich
Die Constantia Teich GmbH mit Sitz in Weinburg (Niederösterreich) ist ein Produzent flexibler Verpackungsmaterialien. Constantia Teich ist ein Unternehmen der Constantia Flexibles und innerhalb der Unternehmensgruppe das wichtigste Teilunternehmen (Leitunternehmen). Aus den Rohstoffen Aluminium, Papier und Kunststoff  werden Produkte für die Milchwirtschaft, Süßwaren-, Lebensmittel- und Tiernahrungsindustrie sowie internationale Pharmakonzerne gefertigt und geliefert. Jährlich werden 1 Milliarde Quadratmeter Folie hergestellt.
Das Aluminiumwalzwerk verfügt über ein vollautomatisches Materialtransportsystem,  Hochregallager, eine vertikal integrierte Produktion und Folienversorgung für die gesamte Unternehmensgruppe.

## Geschichte

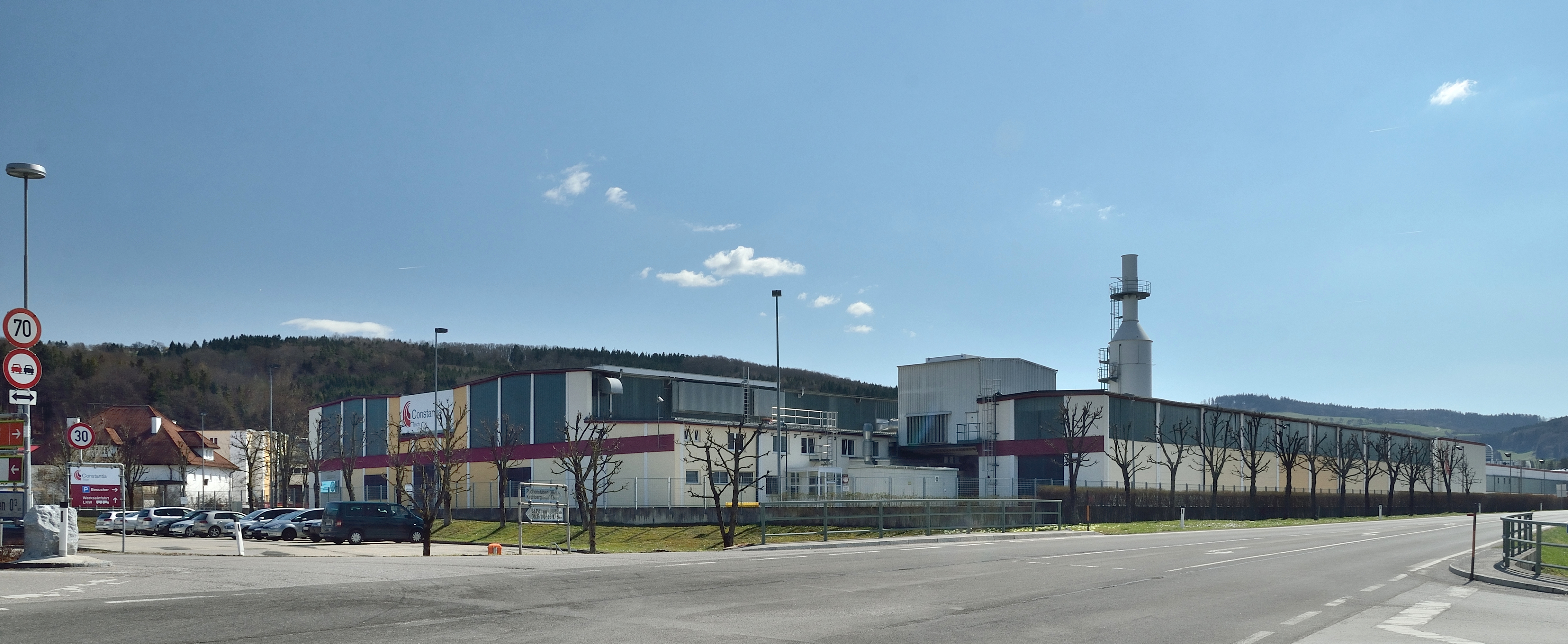
Das Gelände der Constantia Teich in Weinburg (Mühlhofen), 2018

1912 kauften die Brüder Richard und Ernest Teich eine alte Mühle, um in Weinburg ein Folienwalzwerk, die Stanniolfabrik Mühlhofen zu gründen. Mit anfänglich vier Mitarbeitern betrieben sie eine Fabrik zum Walzen von Zinn- und Bleifolien. Die Energie zum Betreiben der Maschinen hofften sie durch das Wasserrad der Mühle zu gewinnen, bis dieses ein paar Jahre später durch eine Turbine ersetzt wurde. In den folgenden Jahrzehnten entwickelte sich das Werk als Teich AG (später Constantia Teich GmbH) zum größten und wichtigsten Betrieb Weinburgs, der den heutigen Wohlstand der Gemeinde erst richtig möglich machte.
Am 19. September 1964 zerstörte ein Brand das Walzwerk der Firma Teich. Bereits zwei Jahre später, am 2. November 1966 wurden zwei neue Hallen eröffnet und geweiht.
1969 starb der Frimengründer Richard Teich im Alter von 90 Jahren. Im gleichen Jahr gründete der Unternehmer Herbert Turnauer zur Bündelung seiner Aktivitäten die Constantia Industrieverwaltungsgesellschaft. 1970 wurde Constantia Mehrheitsgesellschafter der Teich AG und diese damit Teil der Constantiagruppe.
Kurz vor dem 75-jährigen Firmenjubiläum am 25. September 1987 verschmolz das Folienwalzwerk Brüder Teich GmbH mit der Teich AG zu einer Firma.
1989 ereignete sich der zweite Großbrand bei Constantia Teich. Durch Brandstiftung brannte die „Rolke“-Halle vollständig aus. Die Halle wurde danach wieder erneuert und modernisiert.
1993 übernahm Constantia den deutschen Folienproduzenten Haendler & Natermann, den sie in der Folge 2004 mit der Teich Gruppe zur Constantia Flexibles verschmolz.
Das Wachstum der Firma Constantia Teich machte es notwendig, dass Weinburg im Sinne des vorbeugenden Brandschutzes eine moderne Feuerwehr-Einsatzzentrale erhielt. Am 7. Juli 2002 wurde das neue Feuerwehrhaus in der Florianigasse eingeweiht.  2017 wurde dann mit Unterstützung der Gemeinde Weinburg, der Freiwilligen Feuerwehr Weinburg sowie der Constantia Teich die Betriebsfeuerwehr (BTF) Constantia Teich GmbH gegründet. Aktuell verfügt sie über ein TLF-A 1000 (Tanklöschfahrzeug).
2022 feierte das Unternehmen 110 Jahre Constantia Teich, gemeinsam mit allen Bürgermeistern aus dem Pielachtal. Am Tag der offenen Tür besuchten rund 2.000 Besucher das Gelände.
In den vergangenen Jahren investierte Constantia Teich 130 Millionen Euro, um wirtschaftliche Chancen, Umweltfreundlichkeit und Resilienz zu sichern.

## Geschäftsbereiche
- Dairy & Food: Verpackungsmaterial für Molkereiprodukte, die Süßwaren- und  Lebensmittelindustrie
- Pharma: Blisterverpackungen für Pharmaindustrie
- Alufoil Container Systems: Deckel und Schalen für Human und Pet Food